# Кхмерська імперія

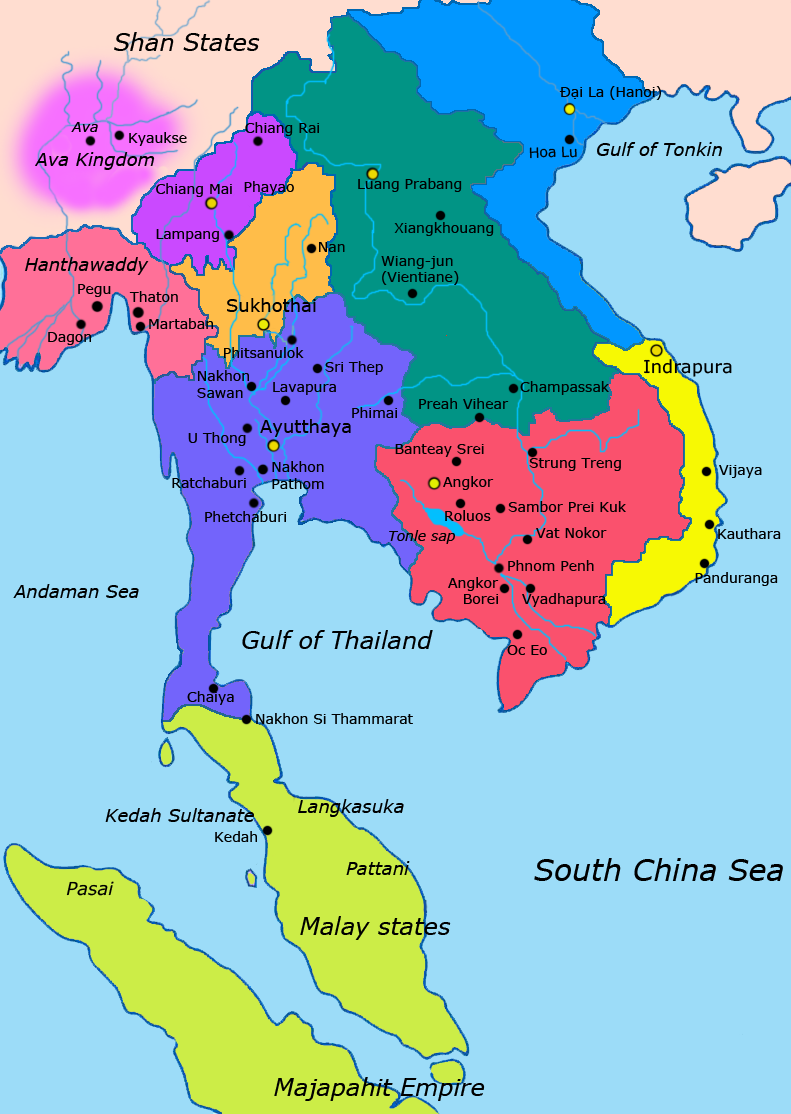
Південно-Східна Азія в 1400 роки
Темно-зелений: Лансанг
Пурпуровий: Ланна
Помаранчевий: Сукхотай
Фіолетовий : Аюттхая
Червоний : Кхмерська імперія
Жовтий : Чампа
Блакитний: Дай-в'єт

Кхмерська імперія або Камбуджадеша (Кхмер.: ចក្រភពខ្មែរ: Chakrphup Khmer або អាណាចក្រខ្មែរ: Anachak Khmer), або Ангкорська імперія (Кхмер.: អាណាចក្រអង្គរ: Anachak Angkor) — держава-попередниця сучасної Камбоджі була потужною індуїстсько-буддійською імперією в Південно-Східній Азії. Імперія, яка виросла з колишніх королівств Фунан і Ченла, деякий час керувала більшою частиною материкової частини Південно-Східної Азії.
Найбільшою спадщиною імперії є Ангкор, в сучасній Камбоджі, який був столицею під час зеніту імперії. Величні пам'ятники Ангкору, такі як Ангкор-Ват та Байон, свідчать про величезну силу та багатство Кхмерської імперії, вражаючі мистецтво і культуру, досягнення архітектурної техніки та естетики, а також різноманітні системи вірувань, які сповідувала імперія. Супутниковий знімок показав, що Ангкор, під час свого піку в 11-13 століттях, був найбільшим доіндустріальним містом у світі. З висоти пташиного польоту храмовий комплекс Ангкору нагадує в плані обриси сузір'я Дракона, як його бачили люди в 1050 році до н. е. (тоді полюс світу знаходився поруч з α-Дракона).
Початок епохи кхмерської імперії умовно датується 802 р.. Цього року король Джаяварман II проголосив себе «чакравартином» («королем світу» або «царем королів») на Пном Кулені. Імперія завершилася падінням Ангкора в 15 столітті.

## Історія

### Формування та ріст імперії

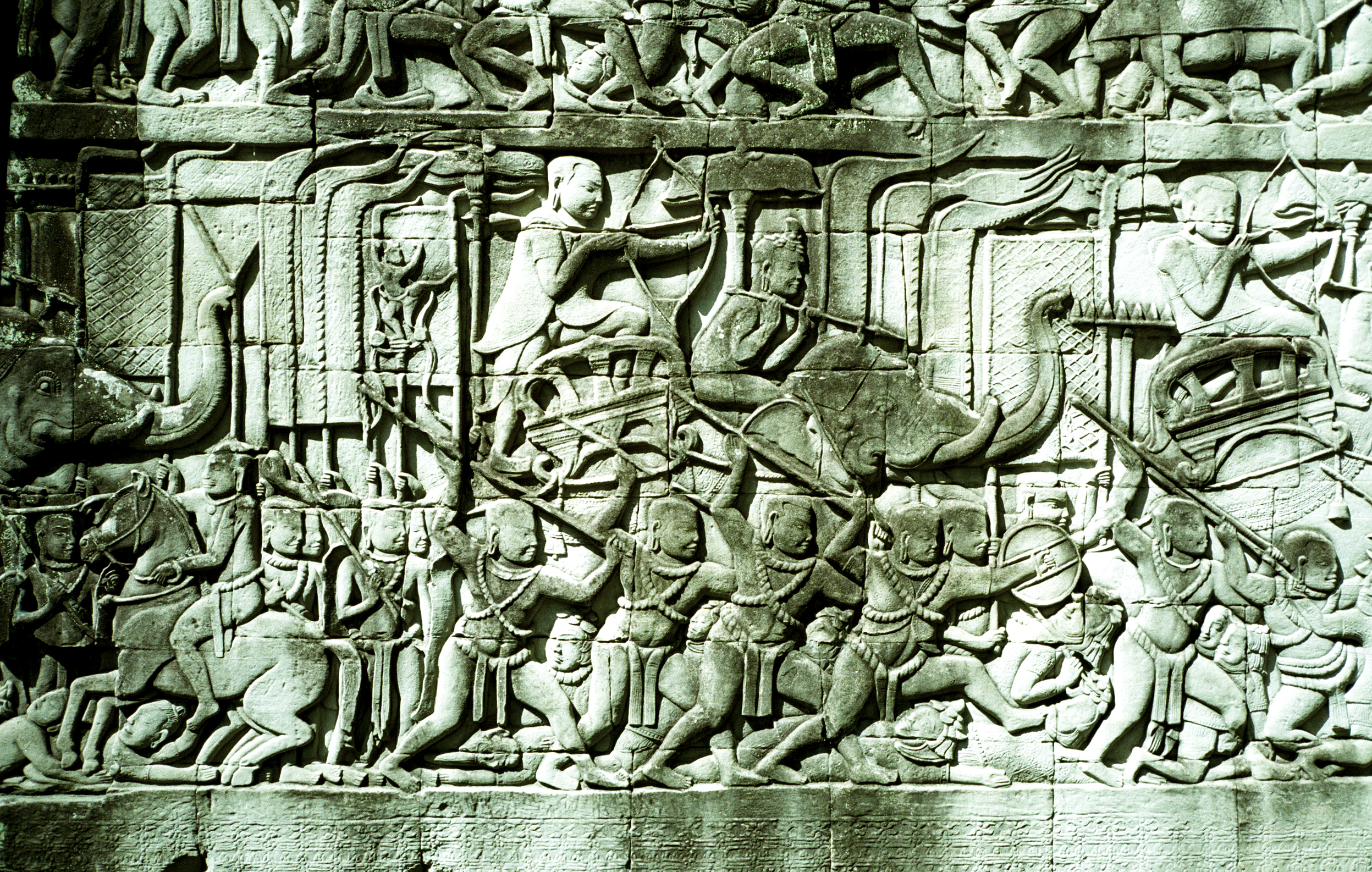
Кхмерські лучники на слонах

Джаяварман II — засновання Ангкору
Згідно з написом в Сдоккоктхомі близько 781, Індапура була першою столицею Джаявармана II, розташована поблизу сучасного Компонг-чаму. Після того, як він урешті-решт повернувся додому, колишнього королівства Ченла, він швидко зміцнив свій вплив, завоював кілька конкуруючих королівств, а в 790 році став королем королівства «Кембуджа» з боку кхмерів. Потім він перемістив свою столицю на північний захід до Махендрапарвата, на північ від великого озера Тонлесап.
Джаяварман II (802—835) широко розцінюється як король, який заклав основи Ангкору в камбоджійській історії, починаючи з грандіозного освячувального обряду, який він провів у 802 році на священній горі Махенрапарвата, тепер відомій як Пном Кулен, щоб відзначити незалежність Камбуджа від яванського панування. На цій церемонії князь Джаяварман II оголосив себе Чакравартином у ритуалі, взятому з індійсько-індуїстської традиції. Тим самим він став не тільки божественно призначеним, а, отже, безперечним правителем, але одночасно оголосив про незалежність свого царства від Яви.
Згідно з давньою інтерпретацією, Джаяварман II був князем, який жив у дворі Сайлендри на Яві і приніс до себе додому мистецтво та культуру Яванського Сайлендрансу. Ця класична теорія була переглянута сучасними вченими, як Клод Жак та Майкл Віккері, які відзначають, що кхмери називають чампів своїми близькими сусідами. Більше того, політична кар'єра Джаявармана розпочалася у Вейдахопурі у східній Камбоджі, що робить більш імовірними довготривалі контакти з кхмерами, ніж тривале перебування в далекій Яві. Нарешті, багато ранніх храмів у Пном Кулені показують, як чапський, так і яванський вплив.

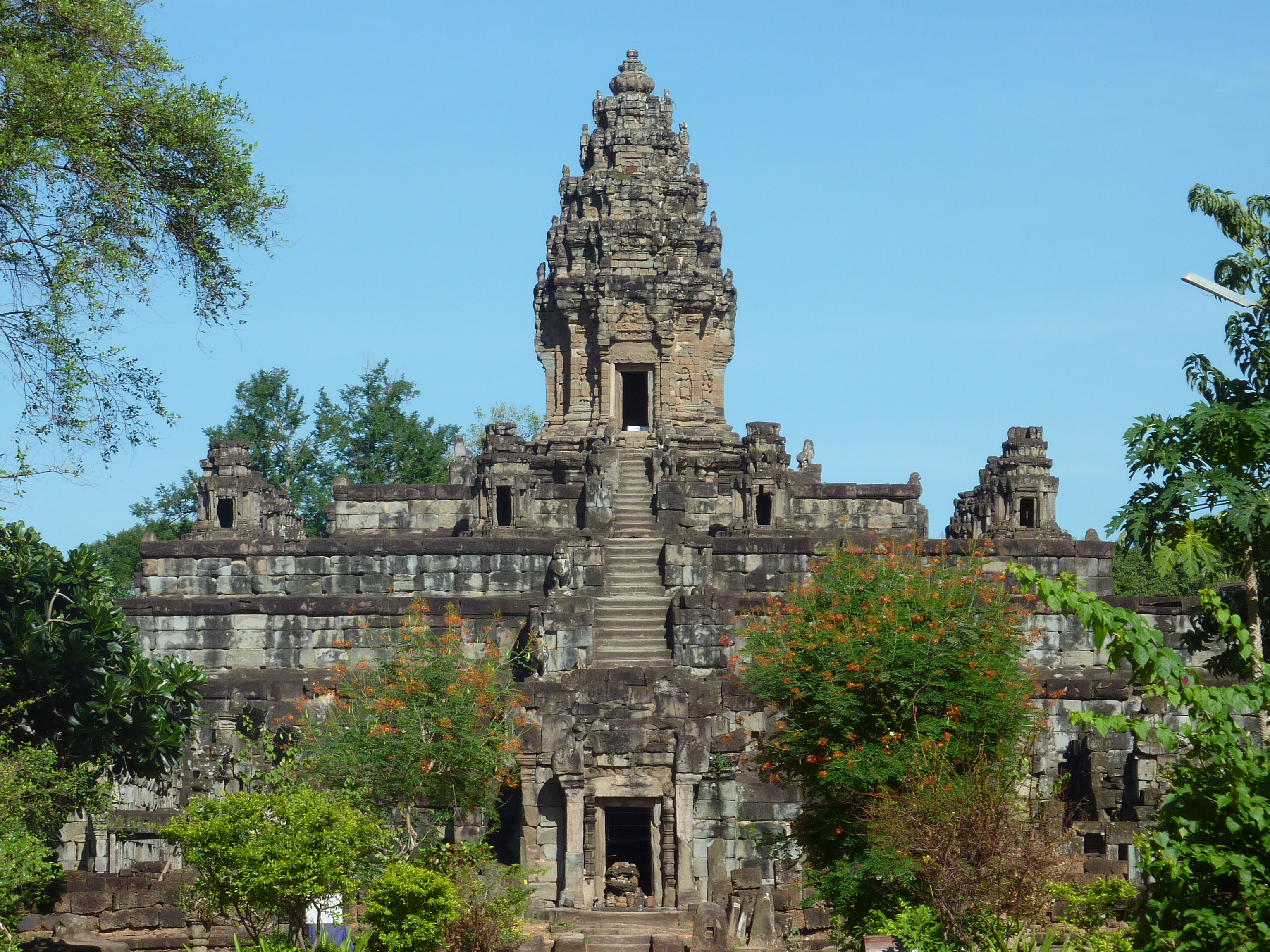
Баконг, один із найдавніших пам'ятників кхмерської архітектури

У наступні роки він розширив свою територію, і зрештою, пізніше за часів свого правління, він переїхав з Махендрапарвата і заснував свою нову столицю Харігаралай біля сучасного камбоджійського міста Ролоус. Таким чином, він заклав фундамент Ангкору, який виник приблизно в 15 км на північний захід. Джейварман II помер у 835 році, а змінив його, його син Джейварман III. Він загинув в 877 р., І його змінив Індаварман І.
Наступники Джейвармана II постійно розширювали територію Камбоджі. Індаварман I (царював 877—889 рр.) Зумів розширити королівство без воєн, і він почав великі будівельні проекти, завдяки багатству, накопиченому шляхом торгівлі та сільського господарства. Індарварман І розвинув Харіхаралай далі, будуючи Баконг близько 881. Баконг, зокрема, має вражаючу схожість з храмом Боробудур в Яві, що навіть можливість припустити, що він служив прототипом для Баконга.

### Золотий Вік

#### Сур'яварман І— Ангкор Ват

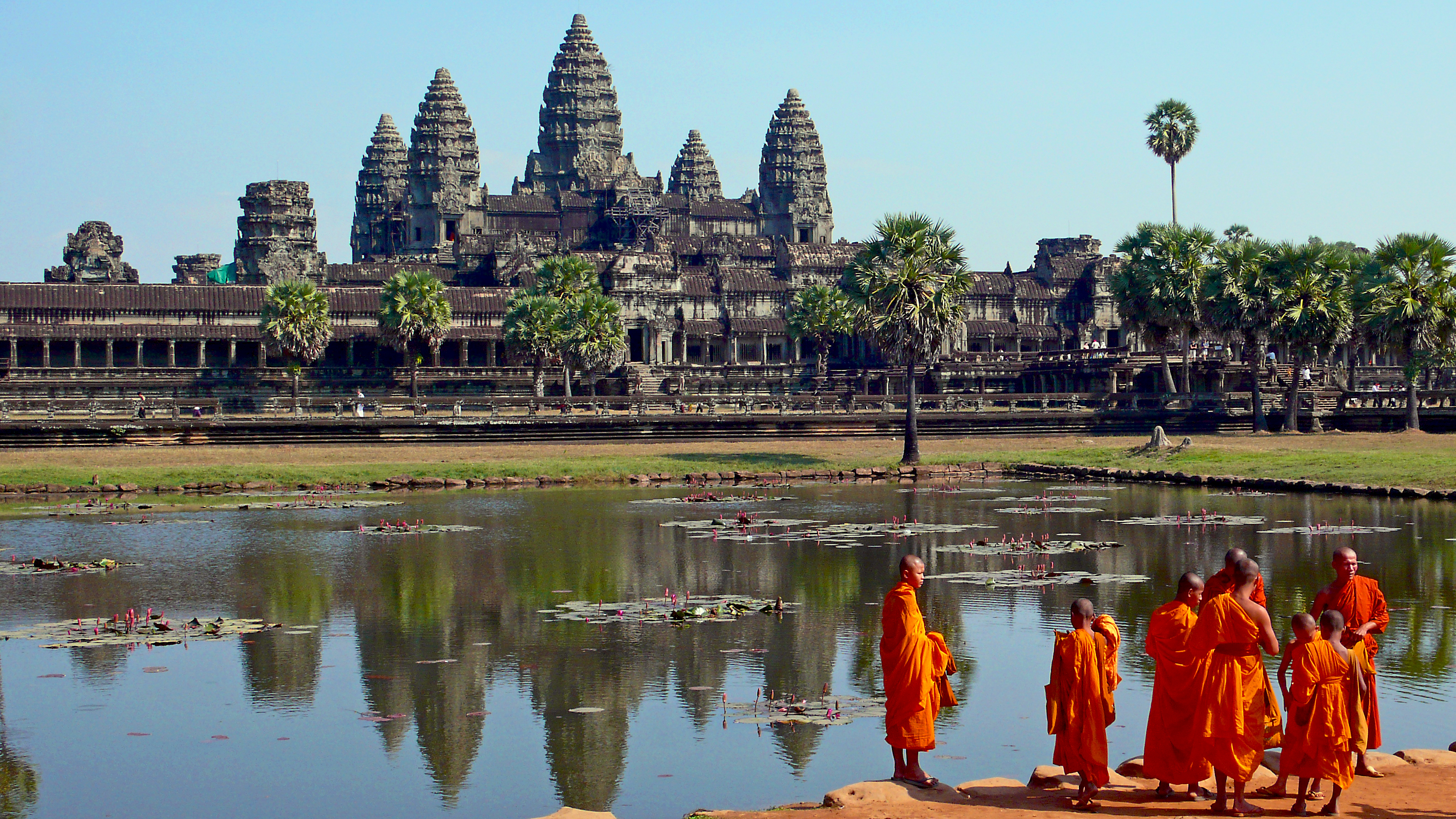
Ангкор-Ват

ХІІ століття було часом конфліктів і жорстокої боротьби за владу. Під Сур'яарманом II (царював 1113—1150 рр.) Королівство об'єдналося, а найбільший храм Ангкора був побудований за 37 років: Ангкор-Ват, присвячений богу Вішну. На сході його походи проти Тампи та Дай В'єту були невдалими, хоча він і зміг захопити Віджаю в 1145 році і скинув Джая Індравармана III. Кхмери окупували Віджаю до 1149 року. Сур'яварман II відправив місію до династії Чола південної Індії і подарував дорогоцінний камінь імператору Чола Кулотунга Чола І в 1114 році.
Потім розпочався новий період усобиць царів. Нарешті, в 1177 р. столиця була розграбована чампами.

### Джайварман VII— Ангкор Тхом

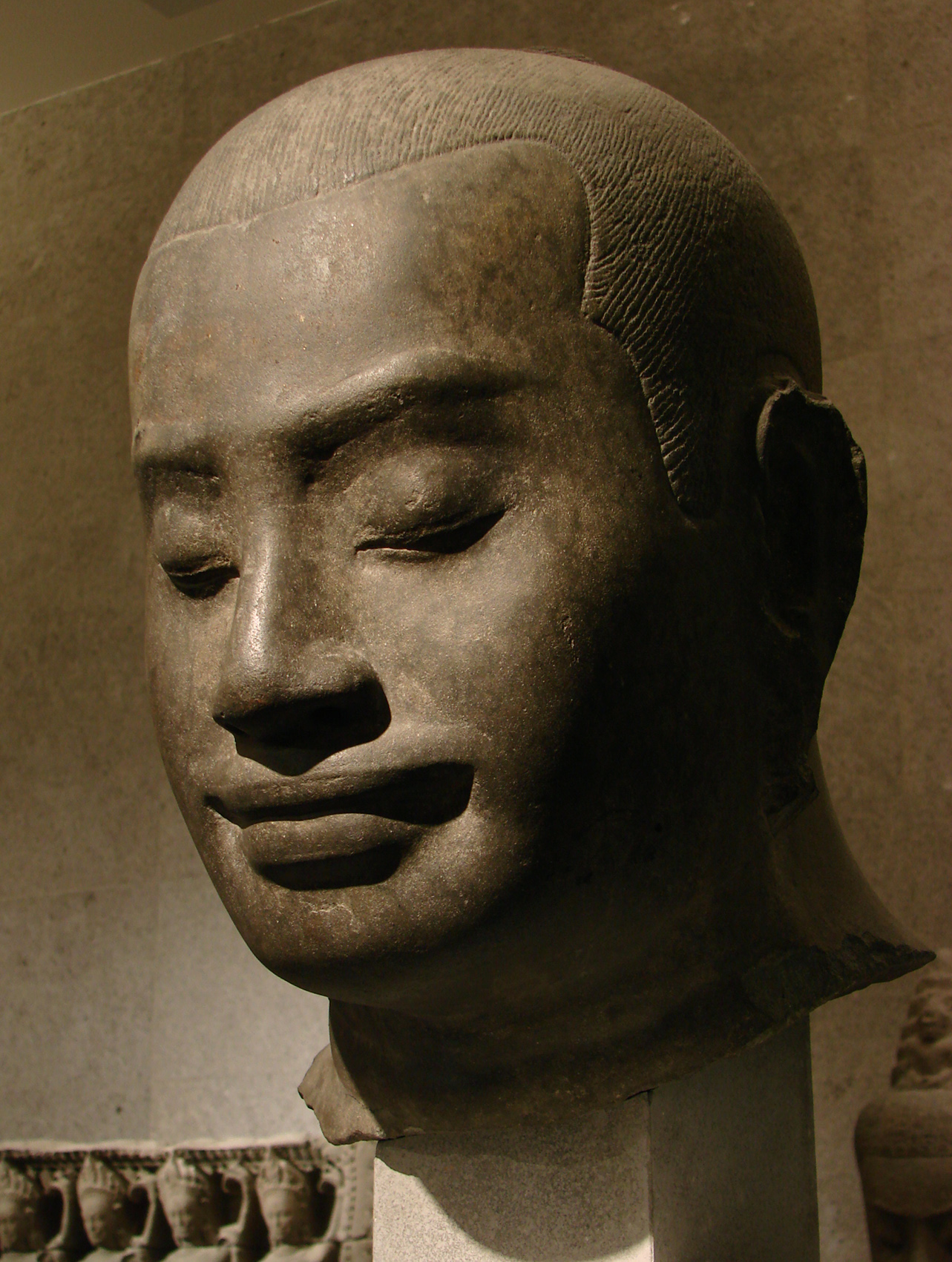
Бюст Джаявармани VII

Цар Джайвармана VII (1181—1219), як правило, вважався найвидатнішим правителем Камбоджі. Він вже був воєначальником, як князь під колишніми правителями. Після того як Чампа завоювала Ангкор, він зібрав армію і повернув столицю. Він піднявся на престол і продовжував війну зі своїм східним ворогом ще 22 роки, доки кхмери все ж не спромоглися перемогти чампа та захопити більшу частину їхніх територій.

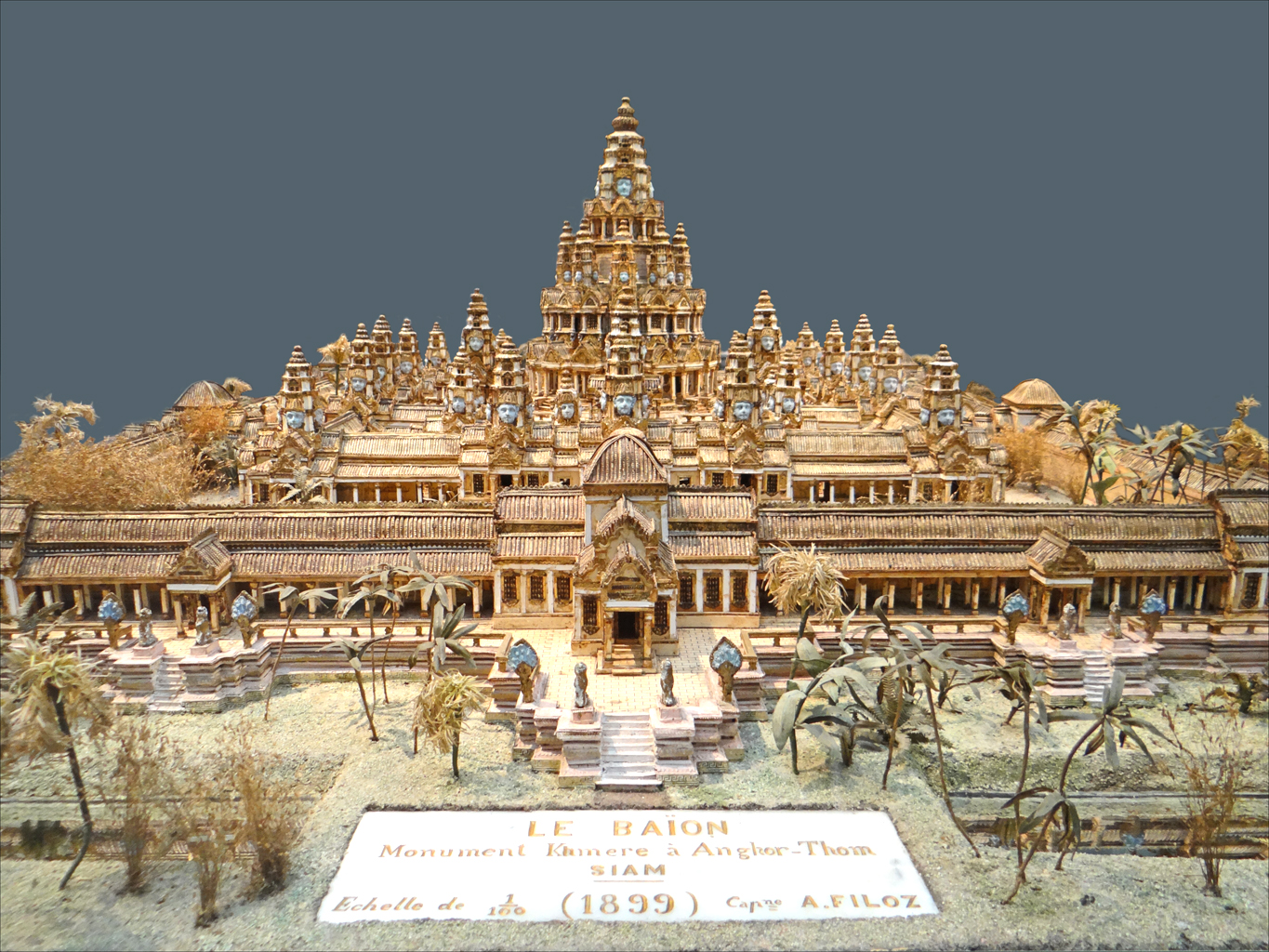
Реконструкція центру Ангкор-Тхому

Джаяварман VII виступає як останній з великих правителів Ангкору не тільки завдяки успішній війні проти Чампи, але також тому, що він не був тираном, як його попередники. Він об'єднав імперію та здійснив примітні будівельні проекти. Була побудована нова столиця, яка називається Ангкор Тхом (буквально: «Велике місто»).

### Джайварман VIII— останній розквіт
Після смерті Джайвармана VII його син Індраварман II (1219—1243 рр.) вступив на престол. Як і його батько, він був буддистом, і завершив храми, які його батько не встиг добудувати. Як воїн він був менш успішним. У 1220 році, під тиском все потужнішого Дай В'єту і його союзника Чампи, кхмери втратили багато провінцій, раніше завойованих з Чампи. На заході повстали тайці, встановивши перше Тайське королівство в Сукхотаї. У наступні 200 років тайці стануть головними суперниками кхмерів.
Наступником Індравармана II став Джайварман VIII (панував 1243—1295). На відміну від своїх попередників, Джайварман VIII був послідовником індуїстського шиваїзму і агресивним супротивником буддизму, руйнуючи багато статуй Будди в імперії і перетворюючи буддійські храми на храм індуїзму. Ззовні імперії загрожували в 1283 р. монголи на чолі з Кублай-ханом, який був губернатором Гуанчжоу. Король уникнув війни зі своїм могутнім супротивником, який керував усім Китаєм, сплачуючи щорічну данину, починаючи з 1285 року. Правління Джаявармана VIII закінчилося в 1295 році, коли його скинув його зять Сріндраварман (1295—1309). Новий король був послідовником Буддизму-тхаравади.
Бапхуон, храмова гора, присвячена індуїстському богу Шиві.
У серпні 1296 р. Китайський дипломат Чжоу Дагуан прибув до Ангкору і записав: «У недавній війні з Сіамом, країна була повністю спустошена». Він залишився при дворі короля Сріндраварман до липня 1297. Він не був ні першим, ні останнім китайським представником, який відвідав Камбоджу. Проте його перебування є помітним, оскільки Чжоу Дагуан пізніше написав докладний звіт про життя в Ангкорі. Його зображення сьогодні є одним з найважливіших джерел розуміння історичного Ангкору. Поряд з описами декількох великих храмів (Байон, Бапхуон, Ангкор-Ват) — його праця повідомляє нам, що вежі Байона колись були покриті золотом — текст також пропонує цінну інформацію про повсякденне життя та звички мешканців Ангкору.

### Занепад
До XIV ст. Кхмерська імперія зазнала тривалого і важкого занепаду. Історики запропонували різні причини занепаду: релігійний перехід від вішнуітсько-шивайського індуїзму до буддизму-тхеравади, який вплинув на соціальні та політичні системи, невпинну внутрішню боротьбу за владу кхмерських князів, васальне повстання, іноземне вторгнення, чума та екологічні катаклізми.
Соціальні, релігійні та інші причини спричинили занепад кхмерської імперії. Відносини між правителями та їхніми елітами були нестабільними — серед 27 ангкорських правителів, одинадцять не мали законних претензій на владу, тому громадянські війни були частими. Кхмерська імперія зосереджувалася більше на внутрішній економіці і не користувалася перевагами міжнародної морської мережі. Крім того, введення буддійських ідей суперечило і порушувало державний порядок, побудований за домінуючим індуїзмом.

## Адміністративний поділ
Відомо дуже мало: можливо, складалася з дрібних князівств, які платили данину. Тільки в середині X століття була введена система «округів». Округи поділялися на різні за чисельністю, від 20 до 90 осіб, села (грама, срук), в кожному з яких був храм або каплиця.

## Культура

### Мова
Товариство було двомовним. Санскрит був мовою влади і культури, а кхмерська мова була мовою простих жителів. Однак на практиці обидві мови могли використовуватися одночасно в одному написі. У підсумку кхмерська мова еволюціонувала, ввібравши багато чого з санскриту.

### Суспільство
Касти, як в Індії, у кхмерів невідомі. На вершині ієрархії були брахмани, внизу — слуги і раби. Королі мали статус повелитель світу (чакравартина).

### Релігія
Основною релігією була індуїзм, після якого йшов буддизм. Спочатку королівство шанувало індуїзм як основну державну релігію. Вішну і Шива були найшанованішими божествами, поклонялися в кхмерських індуїстських храмах. Такі храми, як Ангкор-Ват, насправді називаються Преах Піснулок (Вара Вішнулока на санскриті) або королівство Вішну, щоб пошанувати посмертному королю Сур'яарману II як Вішну.
Індуїстські церемонії та ритуали, виконані брахманами (індуїстські священики), як правило, лише проводилися серед правлячих еліт королівської родини, «шляхти» і правлячого класу. До офіційних релігій імперії входили індуїзм та буддизм-махаяни, доки тхеравадський буддизм не перейняв пальму першості в XIII ст. після свого приходу в Шрі-Ланки.

### Архітектура
Кхмерська імперія збудувала безліч храмів і величних пам'яток, щоб відсвяткувати божественну владу царів-кхмерів. Кхермерська архітектура віддзеркалює індуїстську віру в те, що храм був побудований для відтворення оселі індуських богів, гори Меру, з його п'ятьма вершинами та оточені морями, представленими ставками та ровами. Ранні кхмерські храми, побудовані в районі Ангкора, використовували східні пірамідні споруди для представлення священної храмової гори.
Кхмерське мистецтво та архітектура досягли свого естетичного та технічного піку з будівництвом величного храму Ангкор-Ват. Інші храми також побудовані в регіоні Ангкора, таких як Та Пхром і Байон. Будівництво храму демонструє художні та технічні досягнення Кхмерської імперії завдяки своїй архітектурній майстерності кам'яної кладки.

### Побут
Будинки фермерів розташовувалися поблизу рисових плантацій на краю міст. Стіни будинків були зроблені з бавовняних тканин, з солом'яними дахами, і вони були на палях. Будинок був розділений на три кімнати тканими бамбуковими стінами. Однією з кімнат була спальня батьків, інша була спальня дочок, а найбільшою була так би мовити вітальня. Сини спали кругом де могли знайти місця. Кухня була в задній або в окремій кімнаті. Дворяни та королі жили в палацах та значно більших будинках у містах. Вони були зроблені з тих самих матеріалів, що і будинки фермерів, але дахи мали складніші конструкції, а також більше кімнат.

Прості люди носили довгі прямокутні тканні обмотки, які обмотувалися навколо пояса. Багаті і королі носили тонку та дорожчу тканину. Жінки носили смужку тканини, щоб покрити груди, тоді як шляхетні жінки мали довшу, що йшла через плече. Чоловіки та жінки носили Краму, грубу обмотку навколо голови в виді шарфа або бандани. Поряд з зображеннями битв та військових завоювань королів, барельєфи Байона відображають загальноприйняте повсякденне життя звичайних кхмерів, включаючи картини ринку, рибалки, людей, що грають в шахи, та ставки під час півнячих боїв.